# Lomaptera foersteri
Lomaptera foersteri är en skalbaggsart som beskrevs av Moser 1913. Lomaptera foersteri ingår i släktet Lomaptera och familjen Cetoniidae. Utöver nominatformen finns också underarten L. f. lucidula.